# 豪尔赫·拉里昂达
豪尔赫·拉里昂达（Jorge Luis Larrionda Pietrafesa，1968年3月9日—），烏拉圭足球裁判，也是2010年世界盃足球賽的主裁判之一。

## 生涯
拉里安達於1998年取得了為國際賽執法的資格，翌年7月12日，他為巴拉圭對委內瑞拉的賽事執法，這是他首場執法的國際性賽事。2001年至2006年期間，他先後為34場國際賽事執法，當中包括2001年美洲國家盃、2003年洲際國家杯、雅典奧運、2005年荷蘭世少杯、2006年世界盃足球賽及其外圍賽。
在這屆世界盃中，拉里安達執法了4場賽事，當中包括葡萄牙對法國的半決賽。2009年，他成為了2009年洲際國家杯的主球證，在美國對西班牙的半決賽中，拉里安達具爭議性地向美國中場球員發出了一張黃牌，令後者無緣決賽。
2010年6月，他為丹麥對喀麥隆的世界盃分組賽，以及英格兰對德国的十六強賽執法。在英格兰對德国的十六強賽中，漏判英格蘭隊法蘭克·蘭帕德的入球，該球本可令英格蘭在上半場完場前以2–2追平。英格蘭最後以1–4被德國淘汰出局。事后拉里昂达等四名犯下大错的裁判被国际足联取消了之后比赛的裁判工作。

## 資料來源
1. ↑  .   [2010-06-19]. （原始内容存档于2006-06-16）.
2. ↑  .   [2010-06-19]. （原始内容存档于2011-02-13）.
3. ↑  .   [2010-07-02]. （原始内容存档于2010-07-03）.